# Morane-Borel
Pour les articles homonymes, voir Morane-Saulnier, Borel et H.
Le Morane-Borel ou monoplan Morane ou Bo.1 ou Morane-Saulnier Type A est un avion de sport du constructeur aéronautique français Morane-Saulnier-Borel, fabriqué en 1911.

## Histoire
La société Borel est fondée en 1909 par Gabriel Borel à Neuilly-sur-Seine, pour vendre des avions Blériot Aéronautique. Gabriel Borel s'associe alors en 1911 avec Raymond Saulnier et les frères Robert et Léon Morane pour créer la Société anonyme des aéroplanes Morane-Borel-Saulnier, pour fabriquer ce premier avion monoplan Morane-Borel, avec des ateliers de fabrication à Puteaux.  

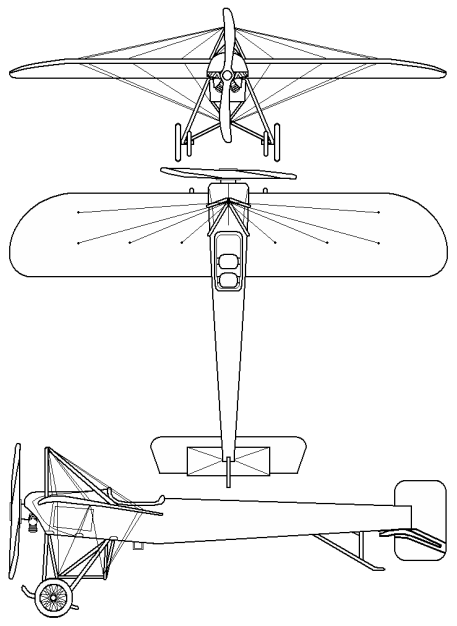
Plan 3 vues
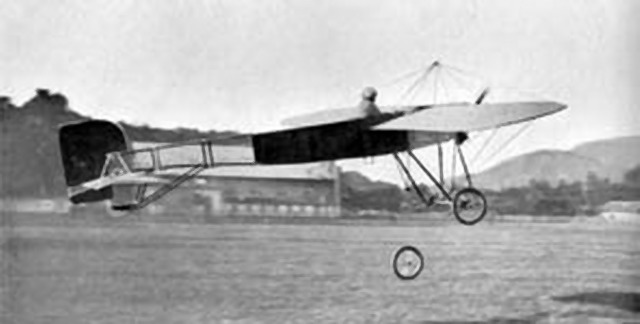
A Berne-Beundenfeld en Suisse, en 1913
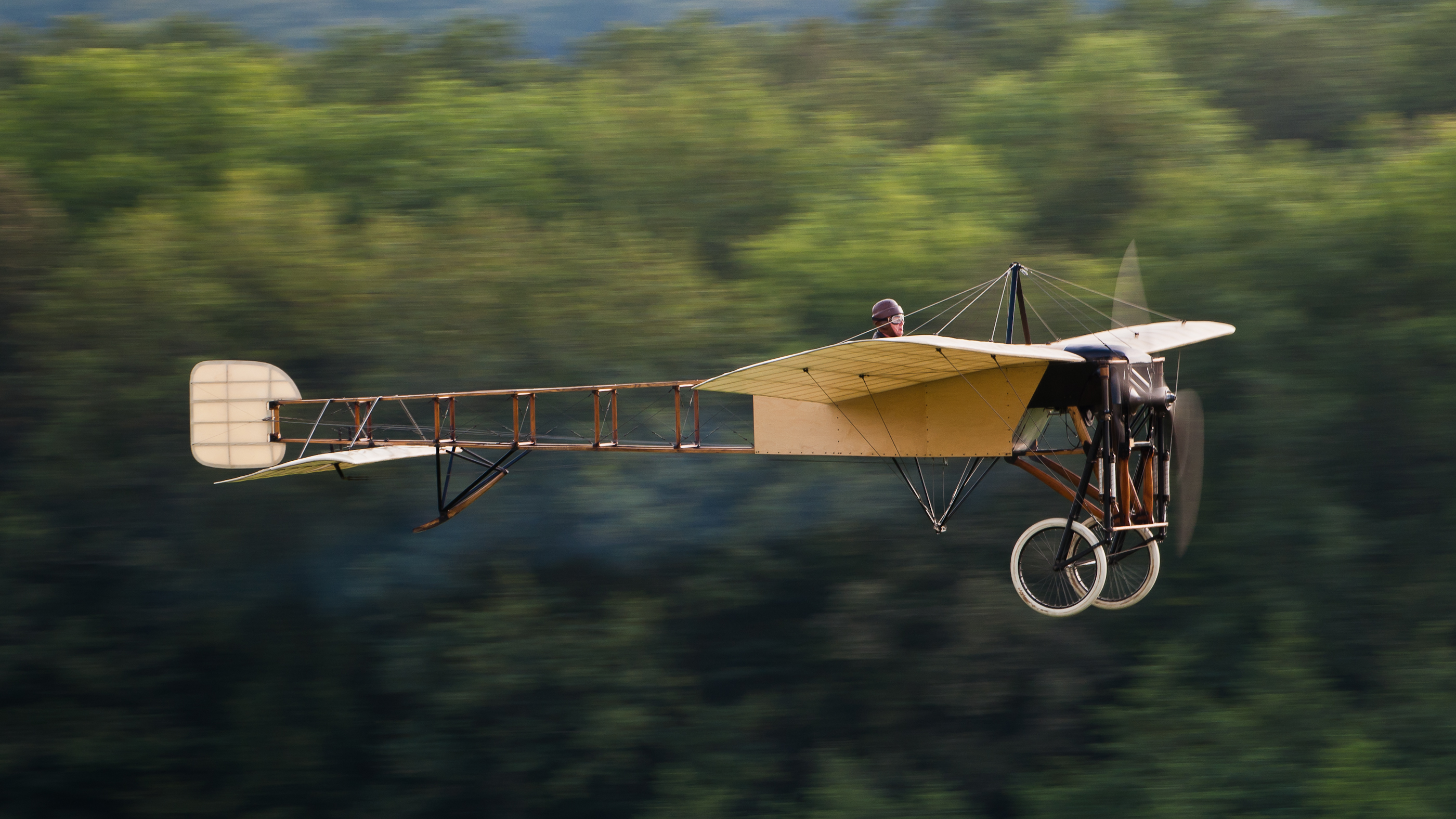
Blériot XI de 1909

Le Morane-Borel est un avion monoplan monoplace très inspiré du Blériot XI de 1909 (de la première traversée aérienne historique de la Manche par Louis Blériot du 25 juillet 1909) avec fuselage rectangulaire recouvert de contreplaqué à l'avant et de tissu (ou laissé à découvert) à l'arrière, avec un sabot de queue fixe. Il est motorisé par un moteur rotatif 7 cylindres Gnome Omega de 50 ch (de Blériot XI) entraînant une hélice en bois, pour une vitesse de 111 km/h. 

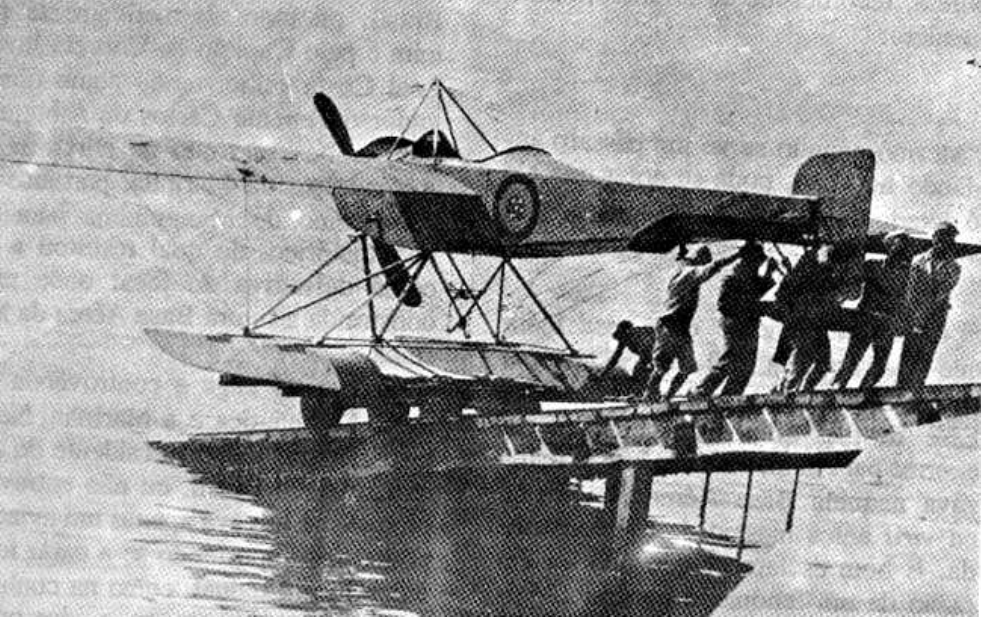
Version hydravion
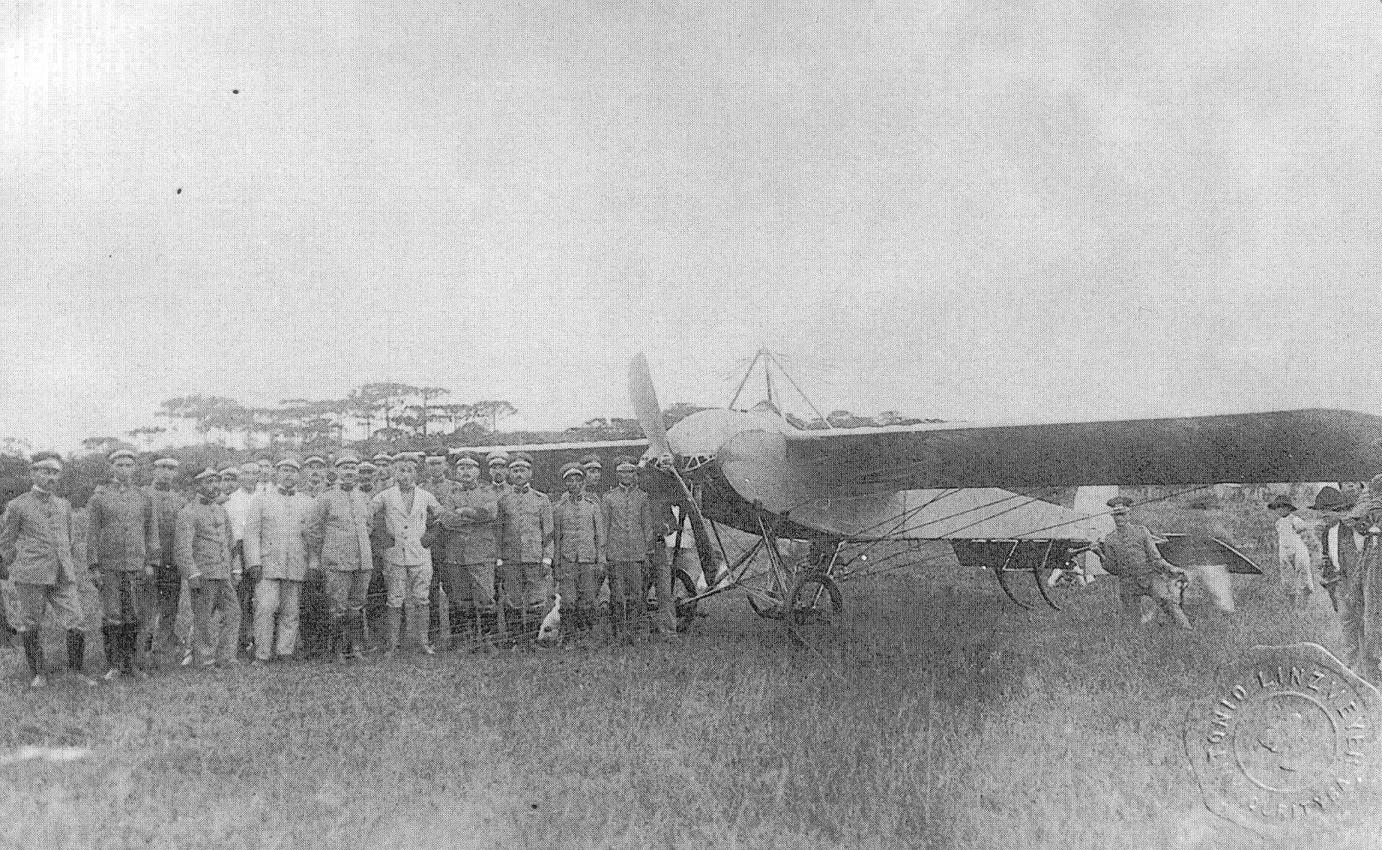
Version militaire de la police militaire de Paraná du Brésil.

Cet avion de sport atteint une importante célébrité médiatique grâce à sa victoire de la course aérienne Paris-Madrid de 1911, de 1 200 km en trois étapes, avec le pilote Jules Védrines. 
Les associés Morane-Saulnier et Borel se séparent à la fin de 1911, pour poursuivre leurs activités industrielles aéronautiques séparément.

## Version militaire
Une version militaire est présentée au Concours Militaire de 1911 de l'Armée de l'air française, avec une envergure portée à 11,8 m, une longueur de 7,8 m, un moteur Gnome de 80 ch, train d'atterrissage renforcé, fuselage plus court, et une place pour un mitrailleur assis à côté du pilote. 
Une version hydravion a volé en Grande-Bretagne vers 1912, dont huit versions biplaces ont été achetées par la Royal Navy comme avions de repérage jusqu'à l'avènement de la Première Guerre mondiale.

## Quelques compétitions
- 1911 : Victoire de la course aérienne Paris-Madrid 1911, par le pilote Jules Védrines[2].
- 1911 : 2e du Daily Mail Circuit of Britain air race (en) de Grande-Bretagne

## Musée
En 2007 un seul exemplaire restauré existe encore au musée de l'aviation et de l'espace du Canada.